# Epicypta curipiensis
Epicypta curipiensis är en tvåvingeart som beskrevs av Lane 1961. Epicypta curipiensis ingår i släktet Epicypta och familjen svampmyggor. Inga underarter finns listade i Catalogue of Life.